# Königin einer Nacht (Operette)
Königin einer Nacht ist eine Operette in drei Akten mit der Musik von Will Meisel. Das Libretto verfassten gemeinsam Just Scheu und Ernst Nebhut. Das Werk erlebte seine Uraufführung am 13. November 1943 in Berlin.

## Orchester
Zwei Flöten, zwei Oboen, zwei Klarinetten oder Saxofone, zwei Fagotte, drei Hörner, zwei Trompeten, drei Posaunen, eine Harfe, ein Klavier, großes Schlagwerk und Streicher

## Handlung
Die Operette spielt auf einer Insel im Mittelmeer Anfang der 1840er Jahre.
Auf Geheiß seines Onkels, des Erbherzogs Alexander von Nowara-Liechtenstein, soll Herzog Ferdinand von Nowara-Liechtenstein mit Prinzessin Marie-Luise von Este-Parma eine Ehe eingehen, weil dies der Staatsraison förderlich wäre. Ferdinand jedoch kann sich mit diesem Gedanken überhaupt nicht anfreunden. Im Zorn verlässt er das väterliche Schloss und flieht auf eine Trauminsel im Mittelmeer. Dort findet er Unterkunft in einem Hotel, das sich nur Leute leisten können, die Geld im Überfluss besitzen. Im Moment aber kann Ferdinand überhaupt nichts vorweisen, denn er hat sowohl sein Geld als auch seine Papiere zu Hause gelassen. 
Schon nach kurzer Zeit kommt der Hoteldirektor dem Herzog auf die Schliche. Als er merkt, wie dieser „Hochstapler“ sich auch noch erdreistet, der ebenfalls im Hotel weilenden Prinzessin Marie-Luise den Kopf zu verdrehen, platzt ihm der Kragen. Er warnt die schöne Adlige vor dem Betrüger. Diese ist jedoch längst dem charmanten Kavalier verfallen. Sie lechzt gerade dazu, von ihm verführt zu werden. Um ihm zu imponieren, gibt sie ihm zum Schein das Geheimnis preis, sie sei die berühmt-berüchtigte „Diamanten-Dolly“ und habe sich hier im Hotel vor der Polizei versteckt. Ihre Spezialität sei der Diebstahl wertvoller Steine. Sie wisse auch, in welchem Hotelzimmer sich gerade ein solcher befinde. Und tatsächlich: Nur wenige Minuten später taucht sie mit einem prächtigen Smaragd auf. (Dieser gehört in Wirklichkeit Marie-Luises Gesellschafterin Julia Zigi, und selbstverständlich war der Diebstahl nur inszeniert!)
Erbherzog Alexander von Nowara-Liechtenstein empfängt in seinem Schloss die Prinzessin von Este-Parma, die er seinem Neffen Ferdinand zugedacht hat. Als er von ihr hört, welche Komödie sie in dem Luxushotel spielte, ist er entsetzt. Sie sei dort keinem Hochstapler auf den Leim gegangen; der junge Mann sei tatsächlich der Herzog von Nowara-Liechtenstein! Was für eine verfahrene Situation! 
Nach einigen Wirren gelingt es Ferdinand, den gordischen Knoten zu lösen, und am Ende der Operette werden die beiden Liebenden, die gegen ihren Willen miteinander verlobt worden sind, doch noch ein Paar.

## Lieder
- Einer schönen Frau gehört die ganze Welt
- Alles für mich
- Heut’ passiert was
- Einst kommt der Tag
- Jede Rose spricht von Liebe
- Heute umarm’ ich das Leben
- Rätselhaft kommt über Nacht die große Leidenschaft
- Könnten Sie sich nicht an mich gewöhnen?
- Für heute Abend wär ich gern Ihr Kavalier
- Es kann keinen Frühling mehr geben

## Verfilmung
Unter der Regie von Kurt Hoffmann wurde die Operette 1951 unter dem Titel Königin einer Nacht verfilmt. Dabei wurde der Titel des Bühnenwerkes beibehalten. Die Hauptrollen spielten Ilse Werner, Hans Holt, Georg Thomalla, Jeanette Schultze, Ethel Reschke, Käthe Haack, Kurt Pratsch-Kaufmann, Erich Fiedler, Willi Rose, Walter Gross, Paul Westermeier und Paul Heidemann. Das Lexikon des internationalen Films urteilt: „Zwei adlige junge Leute werden gegen ihren Willen miteinander verlobt und finden dann trotzdem Gefallen aneinander. Mit seiner Operettenhandlung und Anleihen bei Revue und Kabarett (Willi Schaeffer) bietet der Film leichte Unterhaltung, etwas über dem Durchschnitt.“
Eine weitere Verfilmung für das ZDF wurde 1969 unter der Regie von Wolfgang Schleif hergestellt. Es spielten Peter Minich, Dagmar Koller, Peter Weck, Suzanne Doucet, Gretl Schörg, Walter Müller, Ursula von Borsody, Theo Lingen und Klaus Havenstein.